# Алагирская улица (Владикавказ)
Алаги́рская у́лица — улица в городе Владикавказ, Северная Осетия, Россия. Находится в Затеречном муниципальном округе между улицами Коцоева и Заурбека Калоева. Начинается от улицы Коцоева. Алаги́рская у́лица пересекается с улицей Карла Маркса, проспектом Коста и с Ардонской улицей.

## История
Улица образовалась в середине XIX века и получила название в честь горной станицы (впоследствии города) Алагир. Упоминается в «Перечне улиц, площадей и переулков» от 1911 и 1925 годов. За всю историю ни разу не меняла своего названия.

## Транспорт
Ближайшая остановка «Улица Нальчикская» трамвайных маршрутов  №№ 1, 2, 4, 5, 7, 8, 9, 10 находится на проспекте Коста.